# Xing Jialiang
Xing Jialiang (* 26. Mai 2001) ist ein chinesischer Leichtathlet, der sich auf das Kugelstoßen spezialisiert hat.

## Sportliche Laufbahn
Erste internationale Erfahrungen sammelte Xing Jialiang im Jahr 2018, als er bei den Olympischen Jugendspielen in Buenos Aires die Silbermedaille gewann. 2023 belegte er bei den World University Games in Chengdu mit 18,65 m den vierten Platz und 2025 gelangte er bei den Hallenweltmeisterschaften in Nanjing mit 19,76 m auf Rang 13. Ende Mai gewann er bei den Asienmeisterschaften in Gumi mit 19,97 m die Silbermedaille hinter dem Iraner Mohammad Reza Tayebi. Anschließend gewann er auch bei den World University Games in Bochum mit 20,08 m die Silbermedaille hinter dem Südafrikaner Aiden Smith.
2025 wurde Xing chinesischer Hallenmeister im Kugelstoßen.